# سووا
سووا پایتخت کشور فیجی است.

## جغرافیا
شهر سووا ۱۴۱٬۰۰۰ نفر جمعیت دارد و در جنوب شرقی کرانه جزیره ویتی لوو در بخش فیجی مرکزی واقع شده است.

## تاریخ
سووا در سال ۱۸۷۷ پایتخت فیجی شد؛ علت آن هم این بود که وضع جغرافیایی پایتخت پیشین یعنی شهر لِووکا دارای محدودیت‌های زیادی بود. لووکا واقع در جزیره اوالائو در اصل یک اقامتگاه اروپایی بود. سووا مرکز سیاسی و بازرگانی کشور فیجی است و بزرگ‌ترین شهر در کل منطقه اقیانوس آرام جنوبی (با نادیده گرفتن استرالیا و زلاند نو) است. سووا همچنین بندر اصلی فیجی است و بازی‌های اقیانوس آرام جنوبی نیز در سال ۲۰۰۳ در همین شهر برگزار شد.

## مردم
باشندگان شهر بیشتر از بومیان فیجی و فیجیایی‌های هندی‌تبار (هندی-فیجی‌ها) هستند.

## زبان
زبان‌های رایج در شهر به ترتیب انگلیسی، فیجیایی و هندوستانی هستند.

## نگارخانه

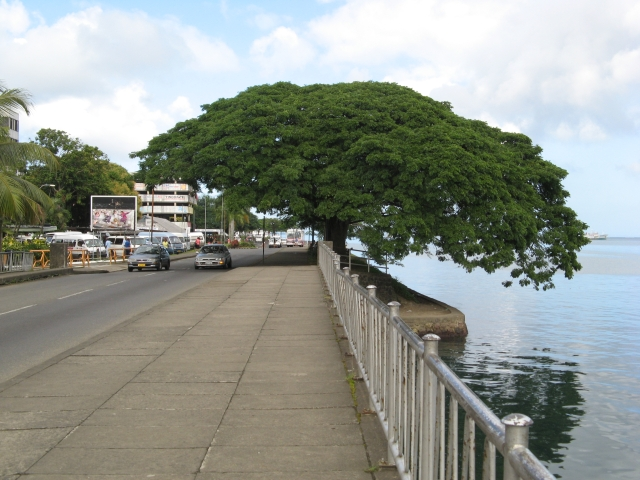